# Sociedad Fotográfica Argentina de Aficionados

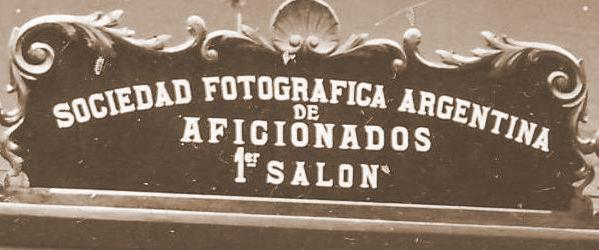
1º Salón de la Sociedad Fotográfica Argentina de Aficionados

La Sociedad Fotográfica Argentina de Aficionados (SFAA o SFA de A) fue una asociación civil argentina que agrupó a fotógrafos aficionados desde fines del siglo XIX. Hoy el fondo documental de la SFAA forma parte del Archivo General de la Nación (AGN).

## Historia
El grupo se había formado el 29 de abril de 1889, en la casa del Dr. Francisco Ayerza, y al poco tiempo se mudó a la calle Florida al 300. Pero al incendiarse, en 1893, esta última sede, se mudó a Perú y Avenida de Mayo, y luego a la Avenida de Mayo al 800.
Funcionó con una comisión provisoria de señores de la clase dominante de la sociedad porteña, su primer presidente fue Leonardo Pereyra. Anualmente organizaban concursos, y con los trabajos premiados se montaron exposiciones comentadas por diarios y revistas de la época. Tenía un carácter mixto y vocacional.
Para 1900, contaban con alrededor de cien socios adherentes, muchos de ellos personalidades destacadas en la vida cultural y política de la ciudad.
En su primera década y media impulsaba las llamadas "fotografías nacionales", es decir, imágenes que reflejaran los paisajes, costumbres tradiciones y progreso material del país. Procuraba difundir una visión optimista del futuro del país. Si bien tuvo miembros fuera de Buenos Aires, la gran mayoría del material era sobre esta ciudad.
En la actualidad, se relevaron las 4717 fotos que posee el AGN: 3643 son imágenes urbanas, 2703 enfocaron a Buenos Aires. La catalogación temática de dicho material se encuentra en la Fundación Antorchas para su consulta. 
No hay certeza sobre el modo y la fecha en que ese patrimonio entró en el AGN, si bien se presume que lo hizo como parte de los materiales de la Casa Witcomb, que a su vez lo habría adquirido o recibido en donación de la SFAA cuando esta se disolvió, en 1926.